# Donisete Braga
Donisete Pereira Braga, mais conhecido como Donisete Braga (Flora Rica, 3 de maio de 1967) é um contador e político brasileiro, filiado ao Partido Democrático Trabalhista (PDT).

## Biografia
Mora em Mauá desde 13 de agosto de 1976. Naquele ano deixou a cidade natal na região da Alta Paulista, após uma geada prejudicar sua família. É casado e tem dois filhos.

## Carreira política
Começou na política ainda jovem, incentivado pelos pais que atuavam nas Comunidades Eclesiais de Base da Igreja Católica. Concorreu e foi eleito na primeira tentativa de ser vereador de Mauá em 1996.
Suas principais bandeiras na atuação política são voltadas para a juventude, educação e combate às drogas. Teve um mandato como vereador em Mauá, quando liderou o movimento que resultou na primeira faculdade pública do ABC, a Fatec/Mauá e quatro mandatos de deputado estadual na Assembleia Legislativa do Estado de São Paulo e Prefeito de Mauá de 2013 a 2016.
Donisete Braga foi vice-presidente (2001/2002) e presidente (2003/2005) da Comissão de Defesa do Meio Ambiente da Assembleia. Dinamizou os trabalhos e ajudou na obtenção de recursos do Banco Mundial para recuperar os mananciais da Grande São Paulo. Ajudou na aprovação das leis específicas da Guarapiranga e da Billings.
Foi 1º secretário da Mesa Diretora da Assembleia no biênio 2007/2009, eleito com 88 votos dos 94 deputados estaduais paulistas. Foi também titular da Comissão de Constituição e Justiça, (2005/2007). Ocupou a liderança da minoria na ALESP. Além disso, criou e coordenou a Frente Parlamentar de Enfrentamento ao Crack e outras Drogas, que se transformou em referência nacional. Liderou o movimento BASTA de violência contra criança e adolescente e pela criação de Comissão Permanente no Legislativo e criação de delegacias especializadas.
Em 2012, com mais de 20 anos de vida pública, foi eleito Prefeito de Mauá com 120.115 votos válidos em uma das eleições mais polarizadas da história da cidade. Quando Prefeito, trabalhou assiduamente pelo bem estar da população, sendo o responsável por grandes conquistas, como o Poupatempo, a renegociação da dívida histórica da cidade, revitalização e modernização de todo sistema de saúde, que como pontos importantes, podemos destacar a nova UPA Barão, redução da mortalidade infantil, reforma de 16 UBS’s e 3 UPA’s, a expansão do Programa de Saúde da Família. Na educação, entregou mais de 18 mil kits de uniforme para toda rede, desde EMEI’s até APAE. Mauá, tornou-se território educador, sendo parte da Associação Internacional de Cidades Educadoras, criou mais de três mil vagas em creches, construí as Creches do Jd. Araguaia, Campo Verde, Parque das Américas e Sônia Maria. Construiu o atual FIEC (Fábrica Integra de Educação e Cultura) e o CEU das Artes no Parque das Américas e o do Eixo-Barão.

Conhecido pelas políticas públicas com responsabilidade, foi responsável pela entrega da estação de tratamento de esgoto em Mauá, A PPP da iluminação pública. Também entregou algumas áreas públicas ao capital privado em troca de contrapartidas, como o CEU das Artes do Parque das Américas (hoje FIEC) e o Parque da Juventude, no Paço.